# رابرت ادوارد ادموندسون
رابرت ادوارد ادموندسون (انگلیسی: Robert Edward Edmondson؛ ۱ ژانویه ۱۸۷۲ – ۱ ژانویه ۱۹۵۹) یک روزنامه‌نگار و یهودی ستیز اهل ایالات متحده آمریکا بود.

## زندگینامه
ادموندسون ۴۰ سال به عنوان روزنامه نگار فعالیت کرد. او کار روزنامه نگاری را از سینسیناتی اوهایو آغاز کرد. او سپس به نیویورک رفت. در نیویورک او به گفته خودش از تلاش یهودیان برای تغییر در افکار عمومی آمریکا به کمک اخبار آگاه شد. در این زمان او با فعالان نازی آشنا گردید.
ادموندسون اعتقاد داشت که روزولت یهودی زاده بوده است.
در سال ۱۹۳۰ تا ۱۹۴۰ او مقالات زیادی علیه آنچه کنترل یهودیان بر بانکداری، روزنامه نگاری و اخبار در ایالات متحده می‌نامید نوشت.
ادموندسون به شدت ضد کمونیست بود و معتقد بودن اضافه کردن فلوراید به آب آشامیدنی یک توطئه کمونیستی برای کنترل کردن مردم است.

## دادگاه
در سال ۱۹۳۶ دادگاهی علیه ادموندسون به اتهام افترا به دین یهودیت تشکیل شد. ادموندسون برای دفاع از خود تمامی رهبران یهودی آن زمان را به دادگاه احضار کرد. از این رو کمیته یهودیان آمریکا از دادگاه درخواست کرد که اتهام او لغو شود.

## سخنان در مورد یهودیان
ایدئولوژی ادموندسون به شرح زیر خلاصه شده است: